# Skóra

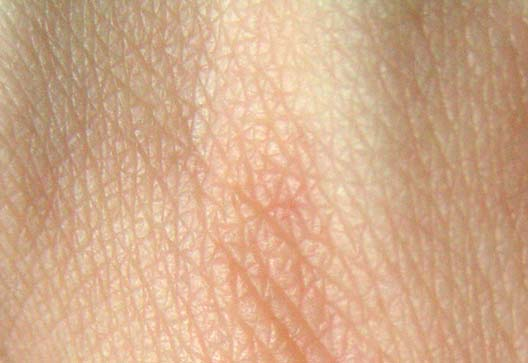
Skóra człowieka

Skóra (łac. cutis, gr. derma) – największy narząd powłoki wspólnej (łac. integumentum commune) kręgowców o złożonej budowie i wielorakich funkcjach; powłoka właściwa. Ogólna powierzchnia skóry u człowieka wynosi 1,5-2 m², a grubość wynosi 1,5-5 mm. Składa się z trzech warstw: naskórka, skóry właściwej i tkanki podskórnej. Naskórek składa się głównie z dojrzewających komórek nabłonkowych, nazywanych keratynocytami i tworzy kilka warstw: podstawną, kolczystą, ziarnistą, jasną i rogową.
Oprócz keratynocytów w naskórku znajdują się również komórki barwnikowe — melanocyty, komórki odpowiedzialne za reakcje immunologiczne – komórki Langerhansa i komórki układu nerwowego — komórki Merkla. W skórze właściwej utworzonej z tkanki łącznej znajdują się włókna kolagenowe i elastyna oraz elementy komórkowe: fibroblasty, mastocyty i komórki krwi oraz naczynia i nerwy. Tkankę podskórną tworzy tkanka tłuszczowa i łączna. W skórze znajdują się przydatki skóry: gruczoły potowe (gruczoły ekrynowe i apokrynowe), gruczoły łojowe, paznokcie i włosy. Skóra spełnia wiele czynności ochronnych: przed zakażeniem bakteriami, grzybami, wirusami, przed czynnikami mechanicznymi, termicznymi, chemicznymi i promieniowaniem świetlnym, oraz zapewnia niezmienne warunki dla środowiska wewnętrznego organizmu (homeostazę). Poza tym skóra spełnia czynność percepcyjną ciepła, bólu, dotyku, ekspresyjną w wyrażaniu stanów emocjonalnych, resorpcyjną oraz bierze udział w magazynowaniu i przemianie materii. Skóra w okolicy otworów naturalnych (usta, nozdrza, odbyt, pochwa itp.) przechodzi w błony śluzowe. U człowieka najcieńsza jest na powiekach (0,5 mm grubości), natomiast najgrubsza jest na piętach i na skórze dłoni (4 mm grubości).

## Funkcje skóry
Podstawowe funkcje skóry to:

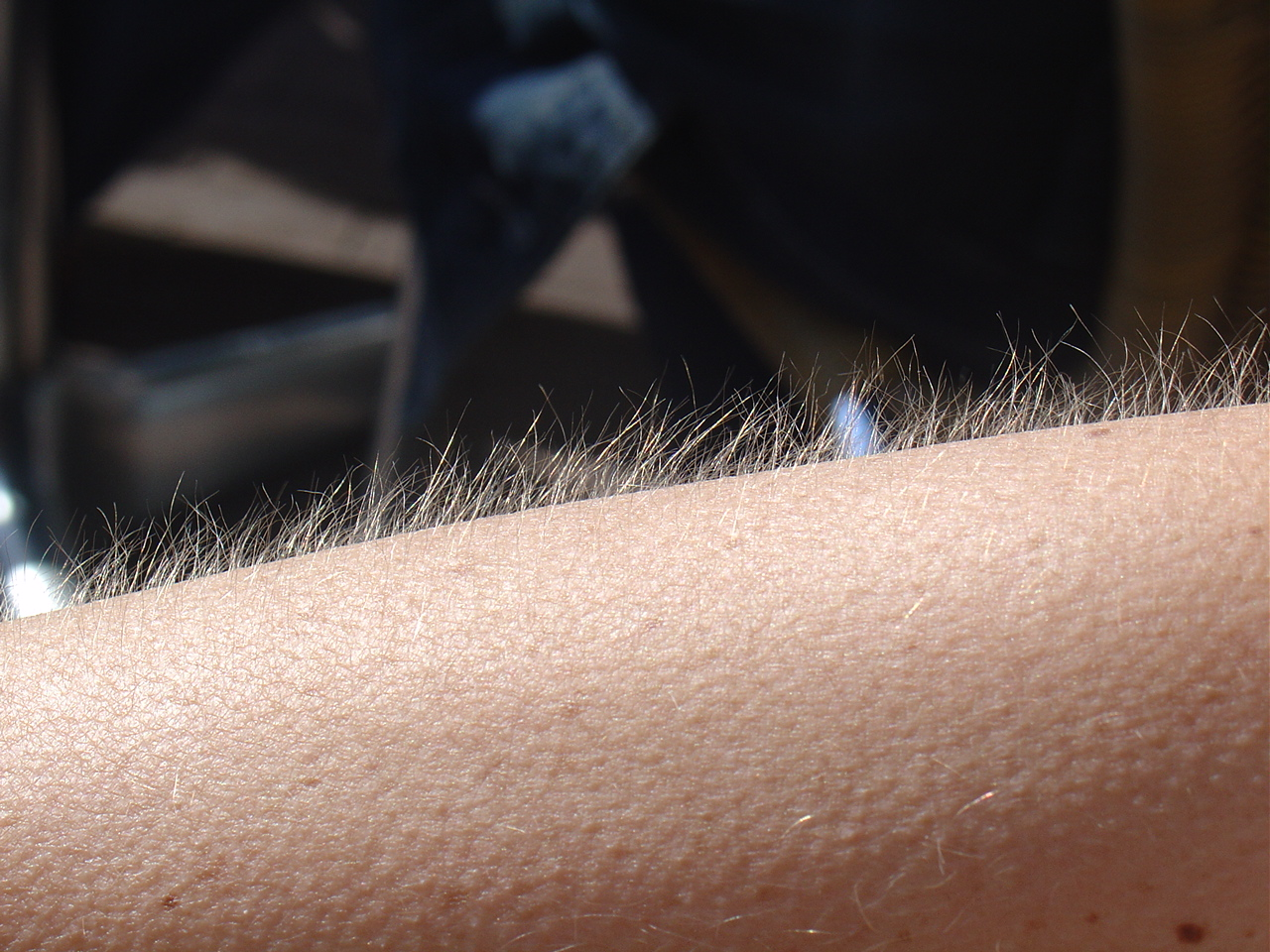
Typowa reakcja skóry człowieka na chłód - reakcja pilomotoryczna (pot. gęsia skórka).

- izolacja środowiska wewnętrznego od zewnętrznego (czynników fizycznych, chemicznych i biologicznych) – mechaniczna osłona i obrona organizmu głównie przed drobnoustrojami chorobotwórczymi (ważny składnik odporności nieswoistej),
- udział w wymianie gazowej,
- termoregulacja ustroju,
- udział w gospodarce wodno-elektrolitowej (gruczoły potowe),
- percepcja (odbiór) bodźców ze środowiska zewnętrznego (dotyk, ból, ciepło, zimno) poprzez receptory w skórze i naskórku,
- melanogeneza (melanina chroni organizm przed mutagennym promieniowaniem ultrafioletowym),
- wchłanianie niektórych substancji,
- gospodarka tłuszczowa,
- gospodarka witaminowa (synteza witaminy D3 z 7-dehydrocholesterolu),
- wydzielanie dokrewne i reakcje odpornościowe (skóra zawiera komórki Langerhansa należące do APC).

## Budowa skóry

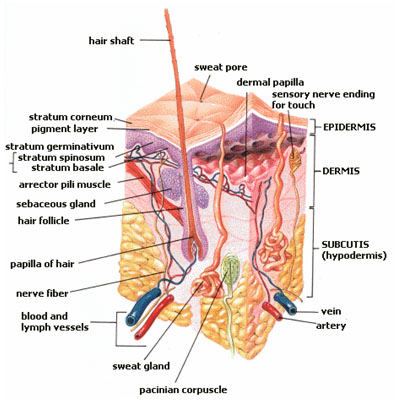
Schemat budowy skóry (przekrój)

Skóra składa się z dwóch warstw (licząc od zewnątrz):
- naskórek (epidermis) – warstwa zewnętrzna pełniąca funkcję ochronną i rozrodczą, która posiada barwnik – melaninę, nadającą włosom i skórze barwę; naskórek dzieli się na 4 lub 5 warstw w zależności od grubości. Są to (od zewnątrz):
  - warstwa rogowa (łac. stratum corneum), która dzieli się na warstwę zbitą (łac. stratum compactum) i warstwę rogowaciejącą (łac. stratum disjunctum)
  - warstwa jasna (łac. stratum lucidum) – tylko w miejscach gdzie skóra jest gruba – na podeszwach stóp, zwłaszcza na piętach i wewnętrznej stronie dłoni
  - warstwa ziarnista (łac. stratum granulosum)
  - warstwa kolczysta (łac. stratum spinosum)
  - warstwa podstawna (łac. stratum basale)
- skóra właściwa (łac. cutis vera) – warstwa środkowa, zbudowana głównie z tkanki łącznej włóknistej, zawiera receptory, naczynia krwionośne, nerwy oraz gruczoły, np. potowe, a także korzenie włosów, jest to warstwa odżywcza i wspierająca (ma od 1 do 3 mm grubości). Wyróżnia się dwie podstawowe warstwy skóry właściwej: warstwa brodawkowata (występują w niej liczne wypuklenia nazywane brodawkami, które są połączone tkanką łączną z naskórkiem) oraz warstwa siatkowata (dolna warstwa skory właściwej stykająca się z tkanką podskórną, zbudowana z bardziej zbitej tkanki łącznej)
- Pod skórą znajduje się tkanka podskórna (łac. hypodermis, tela subcutanea) – zbudowana z tkanki łącznej właściwej luźnej; zawiera komórki tłuszczowe (ich ilość jest warunkowana odżywianiem, wiekiem, płcią, miejscem na ciele) oraz dolne odcinki korzeni włosów, części wydzielnicze gruczołów (np. potowych), a także niektóre receptory (np. ciałka blaszkowate), izoluje przed nagłymi zmianami temperatury.

## Przydatki skóry (wytwory naskórka)
Do skóry zalicza się również przydatki skóry (adnexa cutis), powstające z nabłonka tworzącego naskórek:
- łuski (squamae) - gady, ryby (łuski ryb są wytworem skóry właściwej)
- pióra (pennae) - ptaki,
- włosy (pili) (m.in. rzęsy i brwi) - ssaki,
- paznokcie (ungues) - ssaki naczelne,
- pazury (unguiculae),
- rogi (cornua) - niektóre ssaki,
- kopyta (ungulae) - ssaki kopytne.

Receptory w skórze są narządami zmysłów: dotyku, bólu (nocycepcja) i temperatury.

## Gruczoły
W skórze właściwej i w warstwie podskórnej występują gruczoły potowe i łojowe, naczynia krwionośne i ciałka zmysłów.
Do przydatków skóry należą też gruczoły (glandulae cutis):
- gruczoły potowe (glandulae sudoriferae) (ssaki),
- gruczoły łojowe (glandulae sebaceae)(ssaki),
- gruczoły sutkowe (glandulae mammariae) (ssaki),
- gruczoły śluzowe (glandulae mucosae) (ryby i płazy),
- gruczoły mlekowe (glandulae lactiferae),
- gruczoły jadowe (gady i płazy),
- gruczoły kuprowe (ptaki).

## Unaczynienie skóry
- sieć głęboka – skóra właściwa, tkanka podskórna
- sieć podbrodawkowa – u podstawy brodawek
- sieć powierzchowna

Przy oziębieniu następuje odruchowy skurcz naczyń krwionośnych i mięśni stroszących włosy (musculi arectores pilorum).

## Barwa skóry
Barwa skóry zależy głównie od zawartości melaniny. Spośród naczelnych u orangutana melanina występuje zarówno w naskórku i w skórze właściwej. U gibbonów, szympansów i człowieka melanina występuje głównie w naskórku. Jednak tylko u człowieka występuje znaczne zróżnicowanie kolorów skóry, powstałe prawdopodobnie jako adaptacja do różnego natężenia promieniowania ultrafioletowego.